# كيسي ماكفيرسون
كيسي ماكفيرسون (بالإنجليزية: Casey McPherson)‏ هو مغن مؤلف وعازف بيانو أمريكي، ولد في 15 سبتمبر 1978 في تكساس في الولايات المتحدة.

## وصلات خارجية
- كيسي ماكفيرسون على موقع ميوزك برينز (الإنجليزية)
- كيسي ماكفيرسون على موقع أول ميوزيك (الإنجليزية)
- كيسي ماكفيرسون على موقع ديسكوغز (الإنجليزية)